# Йоріс Івенс
Йоріс Івенс (нід. Joris Ivens, 18 листопада 1898, Неймеген, Нідерланди — 28 червня 1989, Париж, Франція) — нідерландський кінорежисер.
Ранні фільми належать до кінця 1920-х років. 1932 року приїздив у СРСР, де зняв фільм «Пісня про героїв», присвячений будівникам Магнітогорська. У фільмах 1930-х років «Боринаж» (1933), «Іспанська земля» (1937), «Чотириста мільйонів» (1938) в центрі уваги автора — робітничий клас. Брав участь у створенні стрічки «Наш російський фронт» (1941).
Зняв також фільми «Говорить Індонезія» (1945), «Перші роки» (1947, про життя соціалістичних країн), «Мир переможе у всьому світі» (1951), «Ми за мир!» (1952, разом з І. Пир'євим і А. Торндайком), «Пісня великих рік» (1954), «17-та паралель» (1968, про війну у В'єтнамі).
В 1970-х роках став на ліворадикальні позиції.
Одержав Міжнародну премію Миру (1955), Міжнародну Ленінську премію «За зміцнення миру між народами» (1968).